# Fort des Hautes-Perches

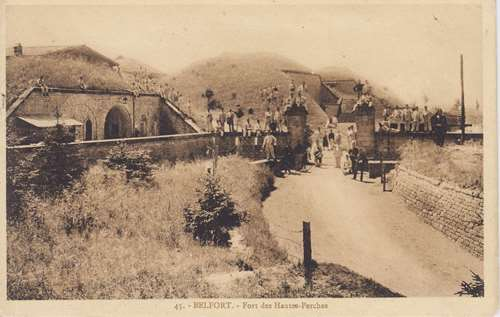
Fort des Hautes-Perches.

Le fort des Hautes-Perches, appelé brièvement fort Rapp, est construit du 20 avril 1874 au 1er juillet 1877, à l'emplacement  des défenses mises en place par le général Lecourbe en 1815 et  d'une  redoute terminée à la hâte fin 1870 par Denfert-Rochereau, redoute qui, avec celle des Basses-Perches, eut un rôle déterminant lors du siège  de Belfort.
Il s'agit d'un ouvrage faisant partie des fortifications de l'Est de la France du type Séré de Rivières. Il fait partie intégrante de la place forte de Belfort. Il est situé dans la commune de Pérouse. À un kilomètre se trouve un ouvrage similaire : le fort des Basses-Perches.
Le fort des Hautes-Perches a reçu le nom Boulanger de fort Rapp, en l'honneur du général Jean Rapp (1771-1821).
À partir de 1893, ce fort est relié à un certain nombre d'autres forts autour de Belfort grâce à un chemin de fer stratégique.
Il est toujours (2021) utilisé pour des entrainements militaires.

## Armement

### 1879
| Remparts | Caponnieres                        |
| --- | ---------------------------------- |
| 5 x canons de 155 long modèle 1877 (155 mm) 8 x canons de 138 modèle 1873-74 (138 mm) 4 x canons de 12 culasse (120 mm) 2 x mortiers lisses modèle 1827 (320 mm) | 6 x obusiers lisses de 16 (160 mm) |

### 1882
| Remparts | Caponnieres                                                  |
| --- | ------------------------------------------------------------ |
| 5 x canons de 155 long modèle 1877 (155 mm) 8 x canons de 138 modèle 1873-74 (138 mm) 3 x canons de 8 (8pfünder) 2 x mortiers lisses modèle 1827 (320 mm) | 6 x obusiers lisses de 16 (160 mm) 2 x canons revolver de 37 |

### 1886
| Remparts | Caponnieres                                                  |
| --- | ------------------------------------------------------------ |
| 5 x canons de 155 long modèle 1877 (155 mm) 3 x canons de 120 long modèle 1878 (120 mm) 2 x mortiers lisses modèle 1827 (320 mm) | 4 x obusiers lisses de 16 (160 mm) 2 x canons revolver de 37 |

### 1906
| Remparts | Caponnieres                                                 |
| --- | ----------------------------------------------------------- |
| 2 x canons de 155 long modèle 1877 (155 mm) 4 x canons de 90 de campagne modèle 1877 (90 mm) 2 x mortiers lisses modèle 1827 (270 mm) 1 x mortier lisse modèle 1827 (320 mm) | 2 x canons de 12 culasse (120 mm) 2 x canons revolver de 37 |

### 1912
| Remparts | Caponnieres                                                 |
| --- | ----------------------------------------------------------- |
| 4 x canons de 120 long modèle 1878 (120 mm) 4 x canons de 90 de campagne modèle 1877 (90 mm) 2 x mortiers lisses modèle 1827 (270 mm) 1 x mortier lisse modèle 1827 (320 mm) | 2 x canons de 12 culasse (120 mm) 2 x canons revolver de 37 |

### 1914
| Remparts | Caponnieres                                                 |
| --- | ----------------------------------------------------------- |
| 2 x canons de 120 long modèle 1878 (120 mm) 2 x mortiers lisses modèle 1827 (270 mm) 1 x mortier lisse modèle 1827 (320 mm) | 2 x canons de 12 culasse (120 mm) 2 x canons revolver de 37 |